# Pfarrkirche Drasenhofen
Die Pfarrkirche Drasenhofen liegt in der Gemeinde Drasenhofen im Bezirk Mistelbach in Niederösterreich. Die auf das Patrozinium Hl. Veit geweihte römisch-katholische Pfarrkirche gehört zum Dekanat Poysdorf im Vikariat Unter dem Manhartsberg der Erzdiözese Wien. Die Kirche steht unter Denkmalschutz (Listeneintrag).

## Lage
Die Pfarrkirche Drasenhofen steht erhöht am Südostrand des gleichnamigen Ortes.

## Geschichte
Im Mittelalter bestand im einen Kilometer von Drasenhofen entfernt gelegenen Ort Steinebrunn eine Veitskirche. 1475 wurde zwar ein Pfarrer Bernhard von Steinebrunn erwähnt, die Kirche gehörte aber zu Falkenstein. Im Zuge der Reformation förderte der Grundherr Hans von Fünfkirchen den Protestantismus. Bei einer Visitation im Jahre 1544 wurde erwähnt, dass seit elf Jahren kein Pfarrer in Steinebrunn mehr sei, 1558, dass der Pfarrhof in Steinebrunn abgebrannt sei und der Fünfkirchen ein Presshaus darin eingerichtet hätte. Um 1660 beschrieb man den Bau als einst ansehnliche Kirche, von der aber nur mehr der Chor und der Taufstein aus gehauenem Stein vorhanden sei. Heute sind von der Kirche keine Spuren mehr vorhanden.
Am 23. September 1678 machte der Pfarrer von Falkenstein eine Eingabe ans Bistum Passau über die Notwendigkeit eines Kirchenbaus in Drasenhofen und bezog sich darin auch auf die abgeödete Kirche St. Veit in Steinebrunn. 1679 wurde die Bewilligung zum Bau erteilt; der Pestausbruch 1680 und die Zweite Türkenbelagerung verzögerten den Bau. Durch einen Zuschuss des Patronatsherrn der Pfarre Falkenstein, Fürstbischof Ernst von Trautson, konnte die Kirche 1688 geweiht werden. 1784 wurde Drasenhofen im Zuge der josephinischen Pfarrreform zur eigenständigen Pfarre erhoben.

## Architektur
Die frühbarocke Saalkirche wurde 1680 bis 1689 errichtet und 1926 teilweise umgebaut.

### Außenbeschreibung
Die Pfarrkirche in Drasenhofen ist ein schlichter frühbarocker Bau, der sich in seiner Gestaltung an der Mutterpfarrkirche Falkenstein orientiert. So zitiert die mit Pilastern, Nischen und Voluten gegliederte Westfassade das Falkensteiner Vorbild. Deutlicher noch sind die Strebepfeiler mit Korbbögen eine Bezugnahme auf die Langhausfassade von Falkenstein.
Zwischen die Strebepfeiler wurde der Aufgang zur Empore und der kapellenartig gestaltete Seiteneingang eingefügt. 1875 wurde an der Südwestecke der Kirche eine Sakristei mit einem Oratorium, dem Grafenkammerl, angebaut. Über der Zugangstür zu einem Runderker mit Wendeltreppe befindet sich ein steinernes Wappen der Grafen Fünfkirchen.

### Innenbeschreibung
Der Innenraum der Kirche wird durch den Umbau von 1926 geprägt, als das Tonnengewölbe im Kirchenschiff abgebrochen und durch eine Holzdecke ersetzt wurde. Die bis dahin das barocke Erscheinungsbild des Innenraums prägenden Pilaster samt Gebälk wurden entfernt, die Fensteröffnungen zu spitzbogige Nischen vergrößert und mit neuen Fenstern mit Glasmalerei ausgestattet. Die Fenster entstanden nach Entwürfen von Reinhold Klaus und wurden vom berühmten Wiener Atelier Carl Geyling’s Erben hergestellt. Triumphbogen und Decke wurden mit bunten Zacken bemalt, angelehnt an den zur Erbauungszeit vorherrschenden Expressionismus. Das Presbyterium wurde mit Rosetten ausgemalt. 1952 wurde die expressionistische Bemalung der 1920er Jahre großteils entfernt und ist heute nur noch an der Holzdecke erhalten.

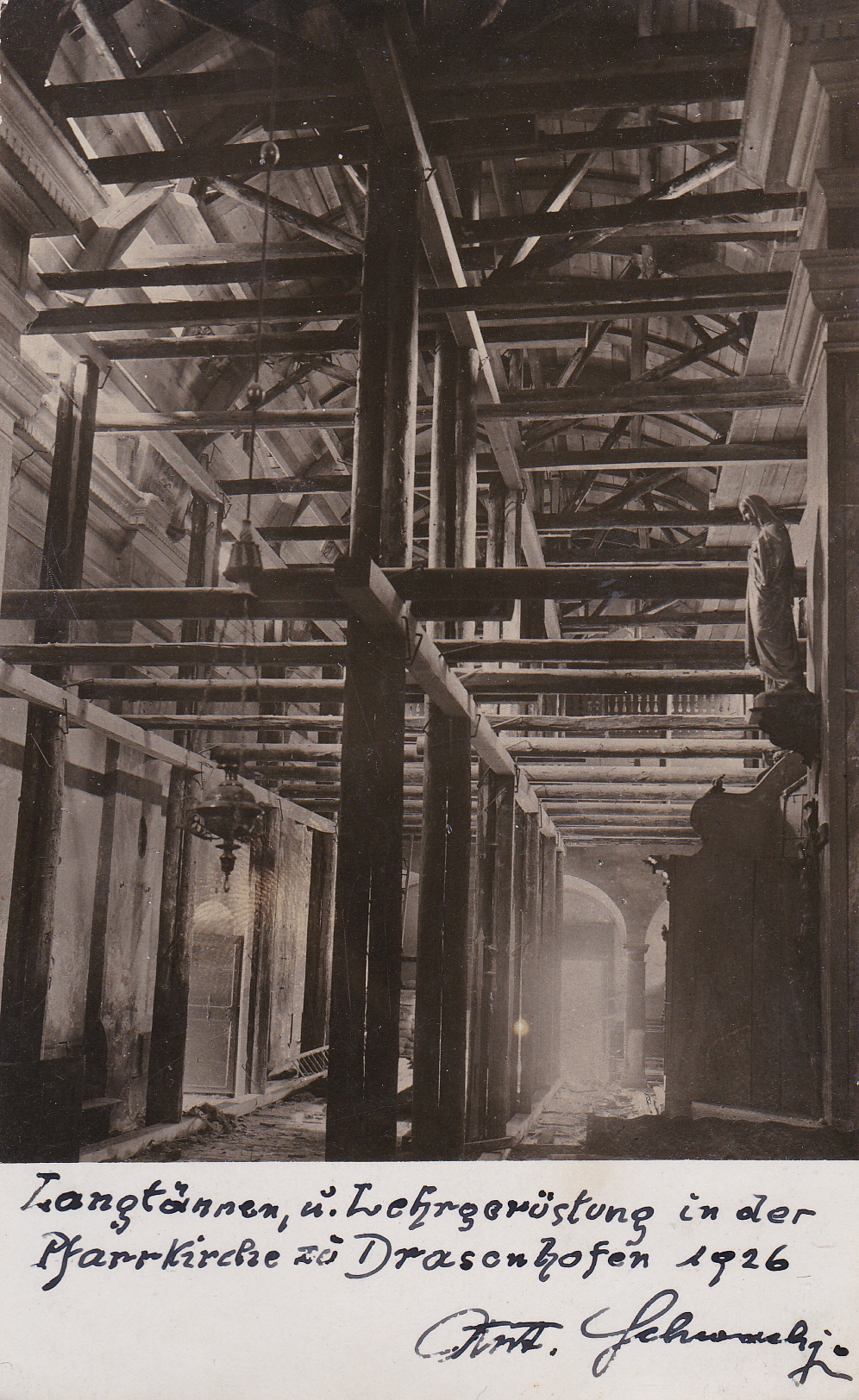
Gerüst zum Abbau des Kirchengewölbes. An den Wänden sind noch die barocken Pilaster zu sehen.
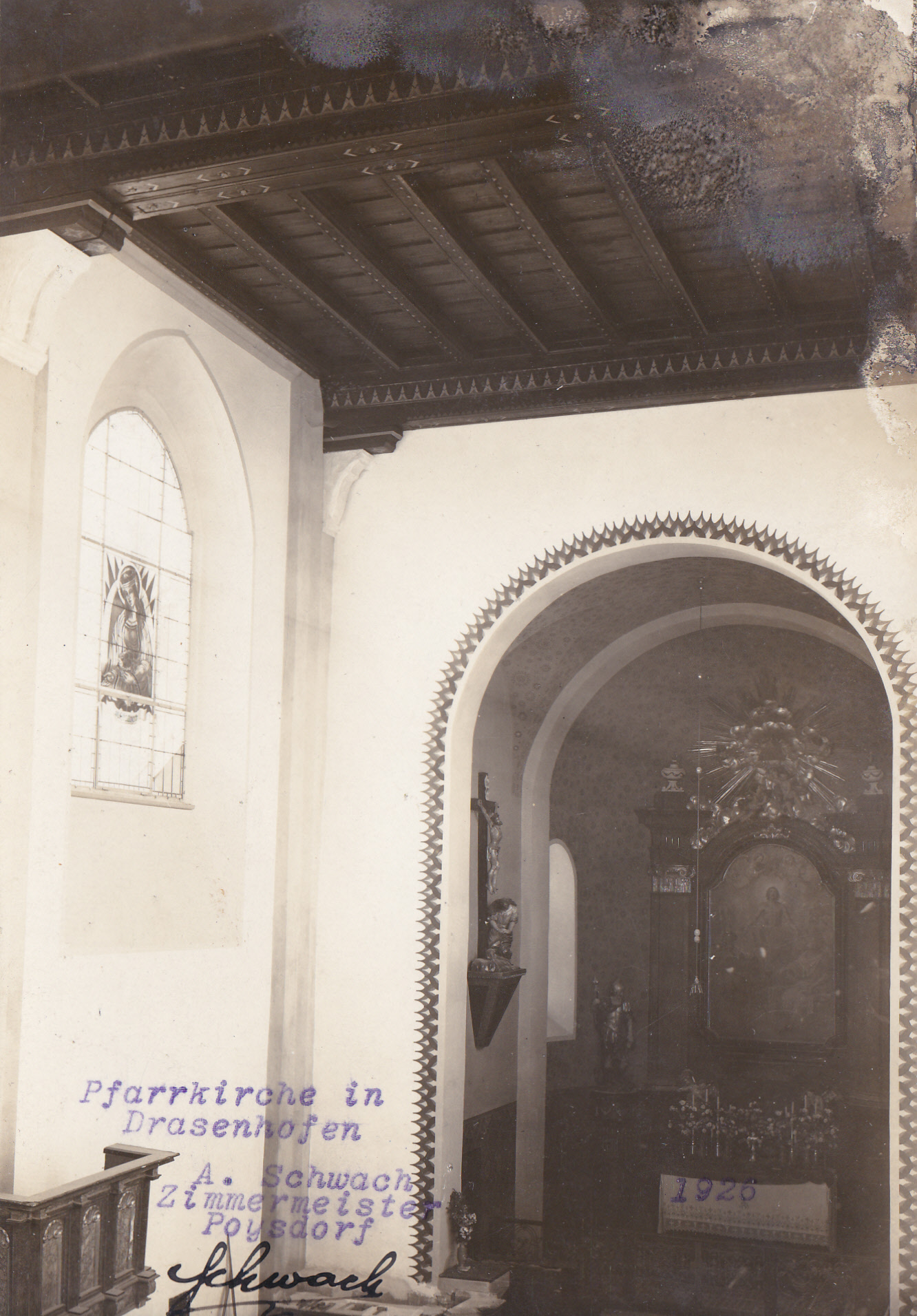
Kirchenraum unmittelbar nach dem Umbau mit expressionistischen Zackenfries rund um den Triumphbogen.
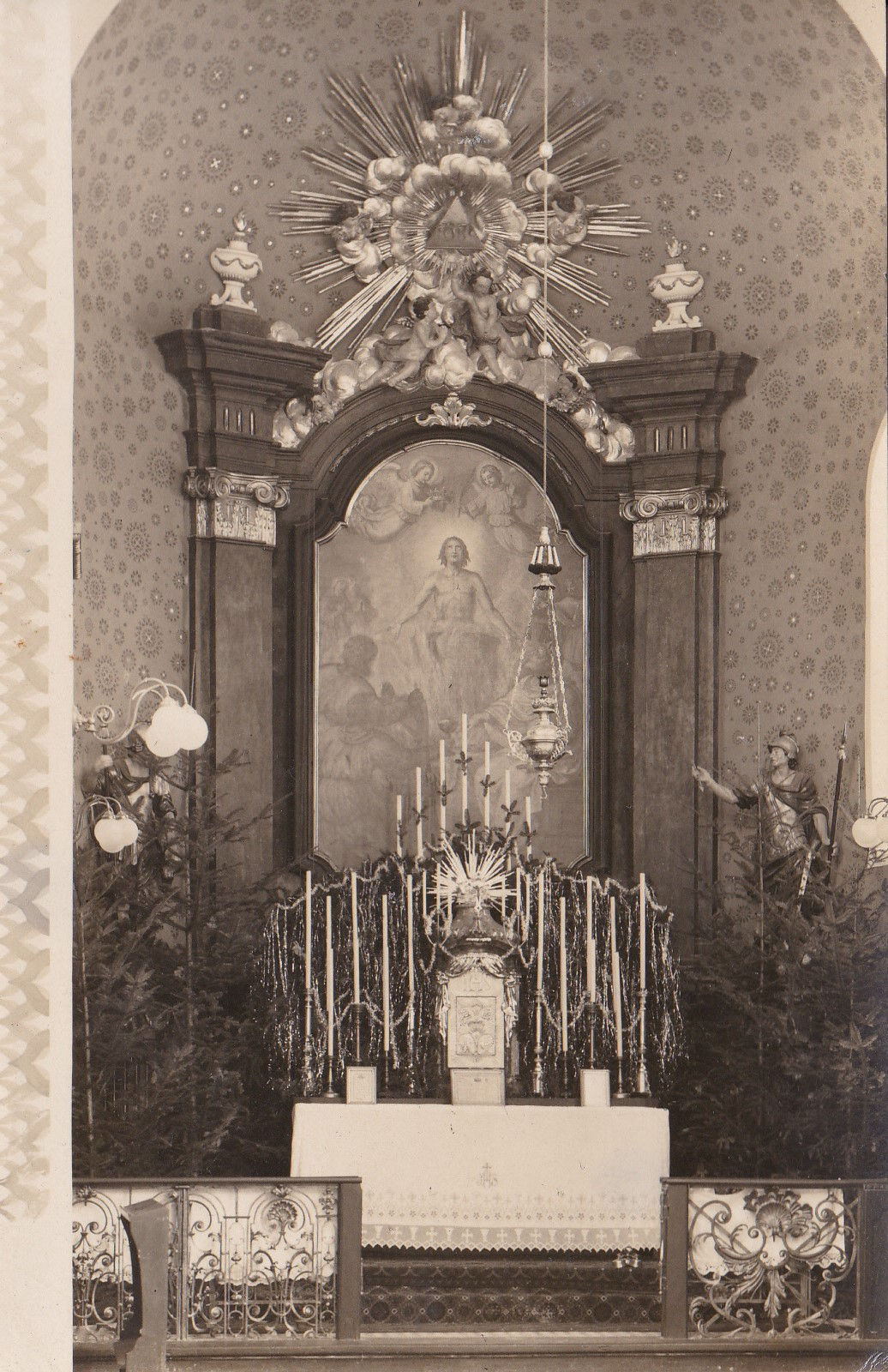
Presbyterium der Pfarrkirche mit Rosetten-Bemalung der späteren 1920er Jahre
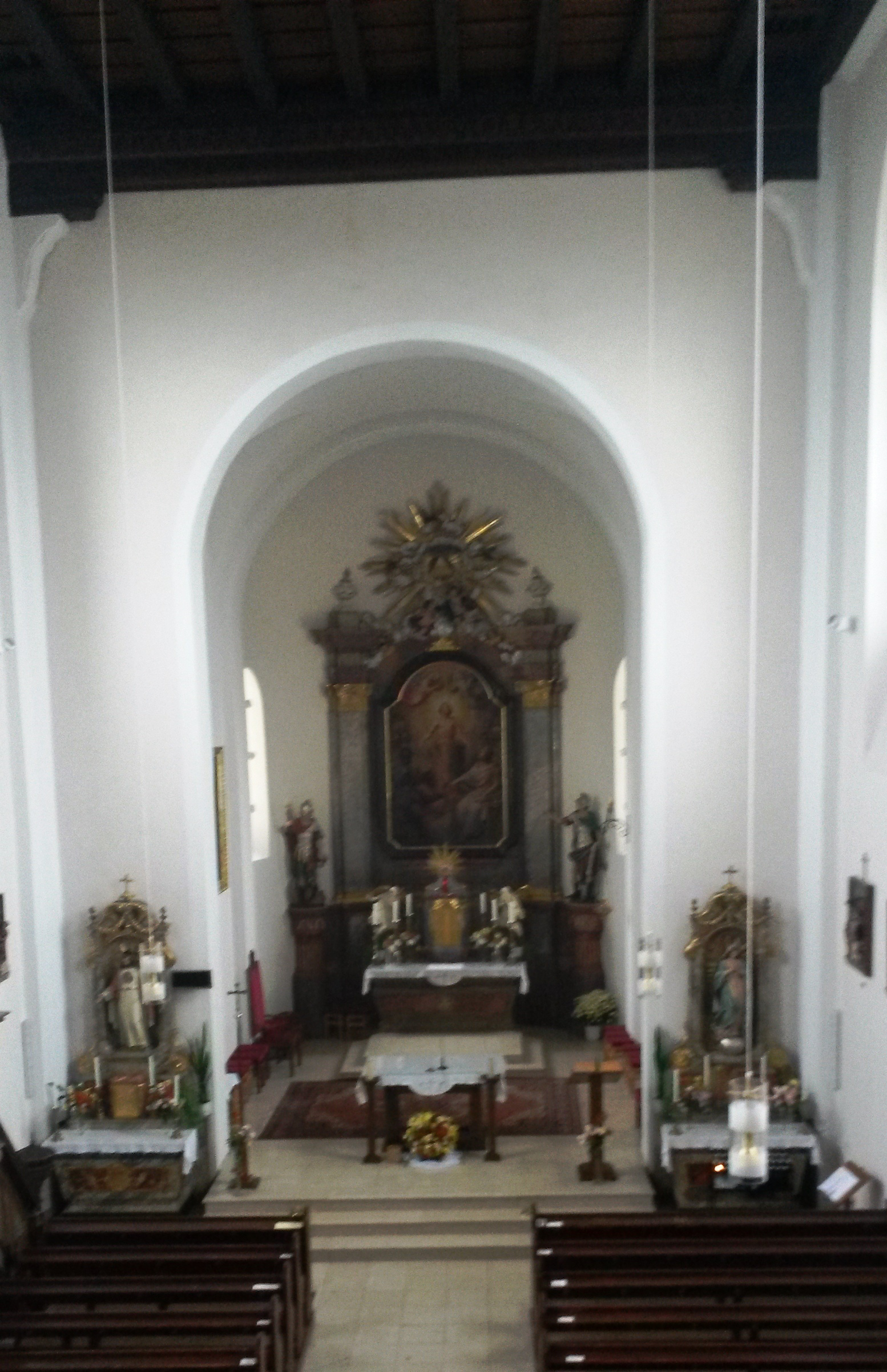
Blick in den Innenraum mit klassizistischem Hochaltar
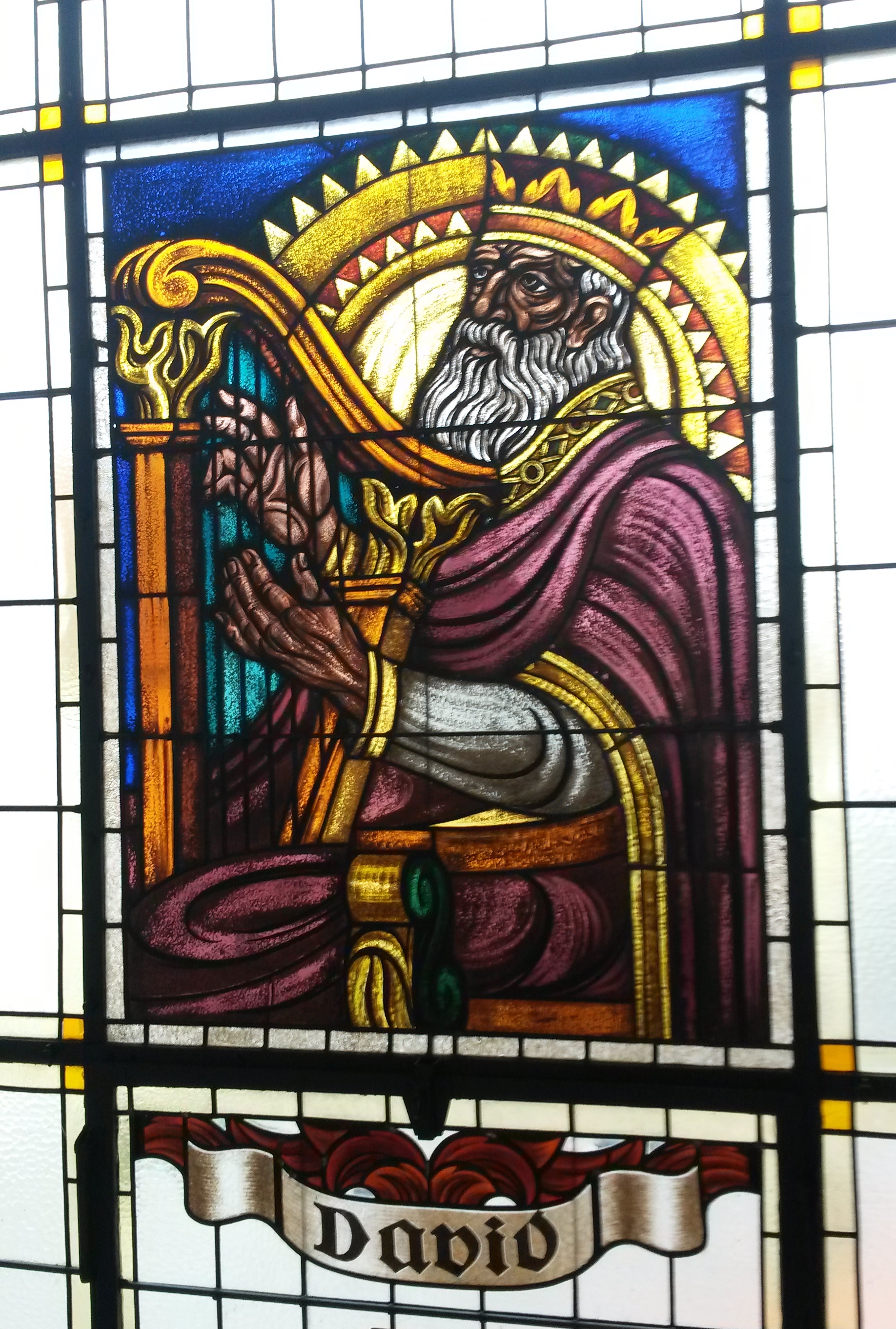
König David – eines von sechs Geyling-Glasfenster aus dem Jahr 1928

## Ausstattung

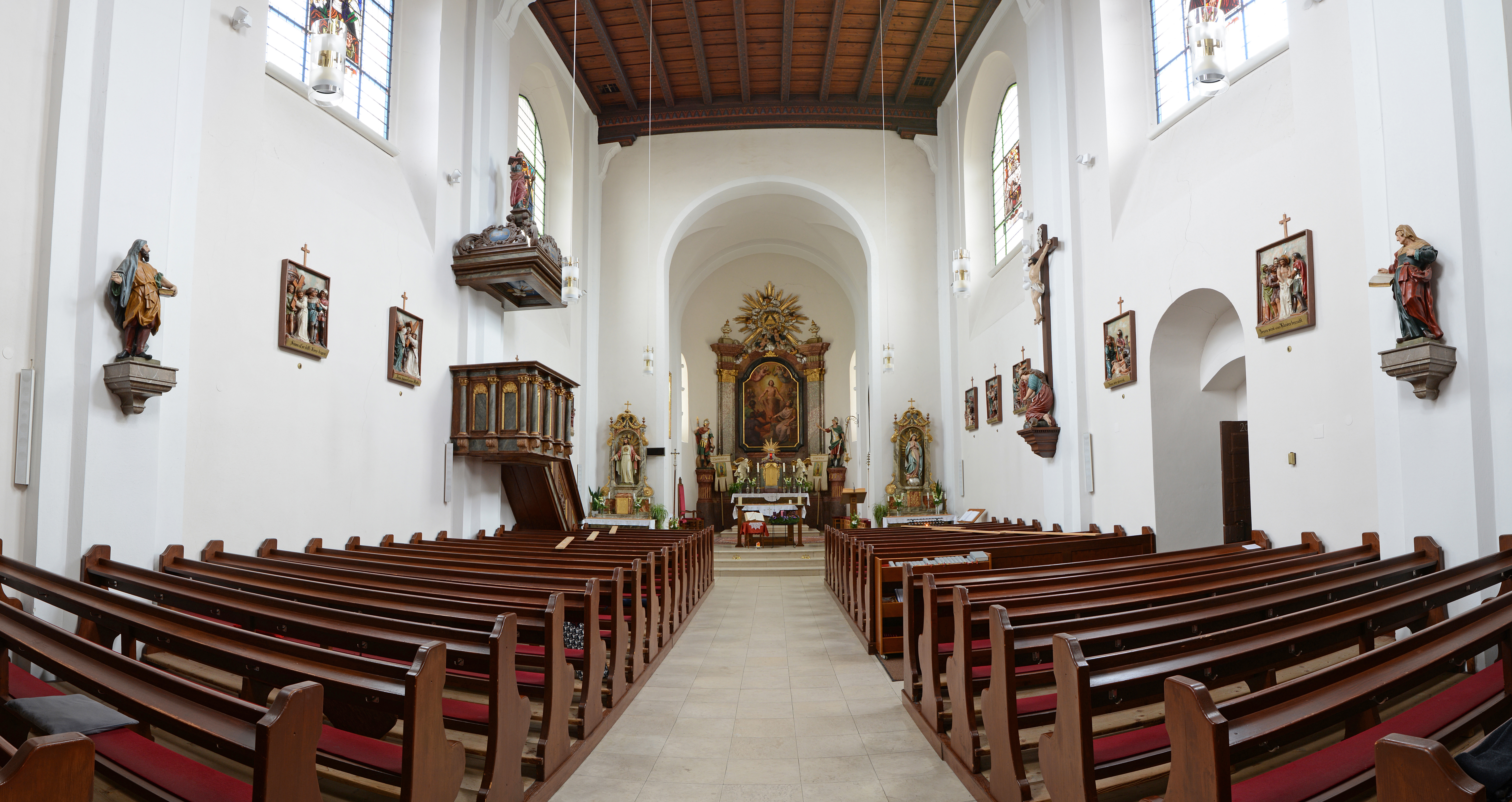
Blick in den Innenraum der Pfarrkirche Drasenhofen

Aus der Erbauungszeit der Kirche stammt die frühbarocke Kanzel. Auf dem Schalldeckel tragen vier Voluten eine Figur des Apostels Paulus. Der klassizistische Hochaltar entstand um 1800. Zwei korinthische Pilaster aus Stuckmarmor rahmen das Altarbild, darüber ein Dreieck mit dem Gottesnamen Jahwe im Strahlenkranz. Flankiert wird der Altar von zwei lebensgroßen, farbig gefassten Figuren der Heiligen Florian und Sebastian als römische Offiziere. Das ursprüngliche Altarbild stammte von Martin Johann Schmidt, genannt Kremser Schmidt und zeigte das Martyrium des Heiligen Vitus. 1863 wurde es entfernt und durch das heutige Bild mit gleichem Thema ersetzt.
Über der Tür zur Sakristei hängt ein Ölbild aus dem späten 17. Jahrhundert mit einer Darstellung der Anbetung der Hirten. Das Gemälde stammt aus der Pfarrkirche Poysbrunn und war dort bis 1880 Teil des rechten Seitenaltars, 1956 kam es nach Drasenhofen.

## Orgel
Die dreiachsige, zweigeschoßige Empore ruht auf zwei toskanischer Säulen über einem Kreuzgratgewölbe aus dem 17. Jahrhundert und wird durch eine gedeckte Außentreppe erschlossen. Bereits 1820 wird darüber ein zweites, hölzernes Emporengeschoß als Musikerchor erwähnt. Die heutige Rieger-Orgel wurde 1987 geweiht.

## Seelsorge
Im einen Kilometer entfernten Nachbarort liegt die Filialkirche Steinebrunn, geweiht der heiligen Anna.